# Draix
Draix település Franciaországban, Alpes-de-Haute-Provence megyében. Lakosainak száma 113 fő (2022. január 1.). Draix Archail, Le Brusquet, La Javie, Marcoux, Prads-Haute-Bléone, Tartonne és Thorame-Basse községekkel határos.

## Népesség
A település népességének változása:
| Lakosok száma | 50   | 83   | 86   | 76   | 98   | 113  | 115  | 110  | 111  | 113  |
|               | 1968 | 1990 | 1999 | 2008 | 2013 | 2015 | 2017 | 2019 | 2020 | 2022 |